# Заужель (Речицкий район)
Заужель (бел. Завужаль) — деревня в Холмечском сельсовете Речицкого района Гомельской области Белоруссии.

## География

### Расположение
В 32 км на юго-восток от районного центра и железнодорожной станции Речица (на линии Гомель — Калинковичи), 82 км от Гомеля.

### Гидрография
На реке Днепр.

## Транспортная сеть
Транспортные связи по просёлочной, затем автомобильной дороге Лоев — Речица. Планировка состоит из прямолинейной меридиональной улицы, застроенной двусторонне деревянными усадьбами.

## История
Обнаруженные археологами городища милоградской и зарубинецкой культур и эпохи Киевской Руси (на южной окраине, на берегу реки) и курганный могильник X- XI века (16 насыпей 1 км на юго-запад от городища) свидетельствуют о заселении этих мест с давних времён.
По письменным источникам известна с XIX века как селение в Холмечской волости Речицкого уезда Минской губернии. В 1850 году владение графа Ракицкого. В 1879 году обозначена в Холмечском церковном приходе. Согласно переписи 1897 года расположен хлебозапасный магазин.
С 8 декабря 1926 года до 30 декабря 1927 года центр Заужельского сельсовета Холмечского, с 4 августа 1927 года Речицкого районов Речицкого, с 9 июня 1927 года Гомельского округа. В начале 1931 года организован колхоз «Красный маяк», работала кузница. В 1939-40 годах в деревню переселились жители посёлка Заря (не существует). Во время Великой Отечественной войны действовала подпольная патриотическая группа (руководители П. Ф. Северов, М. С. Войтович, М. Фивланчик). Освобождена 12 ноября 1943 года. 50 жителей погибли на фронте. Согласно переписи 1959 года в составе колхоза имени XXII съезда КПСС (центр — деревня Вышемир).

## Население

### Численность
- 2004 год — 26 хозяйств, 38 жителей.

### Динамика
- 1850 год — 50 дворов 220 жителей.
- 1897 год — 75 дворов, 426 жителей (согласно переписи).
- 1908 год — 87 дворов, 506 жителей.
- 1930 год — 107 дворов.
- 1959 год — 227 жителей (согласно переписи).
- 2004 год — 26 хозяйств, 38 жителей.